# Cathorops festae
Cathorops festae es una especie de pez de la familia Ariidae en el orden de los Siluriformes.

## Hábitat y distribución geográfica
Vive en aguas dulces y estuarios de la cuenca del Pacífico, en Ecuador y el norte del Perú.

## Morfología
El dorso es de color gris a marrón oscuro, los flancos plateados, y el abdomen blanco. La longitud estándar (SL) está entre 159 y 179 mm. Tiene 17 0 18 rayos o filtros branquiales. La base de la aleta anal es corta.